# Ljubica Josipović
Ljubica Josipović (Požega, 10. srpnja 1956.) hrvatska je slikarica.
Nakon završene srednje zubotehničke škole u Zagrebu, vratila se u rodni kraj gdje i danas živi. 
Slikarstvom se bavi već više od 20 godina. Nakon odlaska u mirovinu 1996. g. potpuno se posvećuje svojoj najvećoj životnoj ljubavi - likovnoj umjetnosti.
Članica je Udruge stvaranja u kulturi "Rima" iz Našica. Radi u tehnikama akvarela, pastela, ulja i akvarela na svili. 
Samostalno izlaže od 1984. god. Često sudjeluje na skupnim izložbama svoje udruge, humanitarnim izložbama i likovnim kolonijama.

## Vanjske poveznice
- www.josipovic.hr/ljubica  Arhivirana inačica izvorne stranice od 4. svibnja 2007. (Wayback Machine) - Službene web stranice i online galerija